# Grønlands håndboldlandshold (herrer)
Grønlands håndboldlandshold for mænd er det mandlige landshold i håndbold for Grønland. Det repræsenterer landet i internationale håndboldturneringer.

## Resultater

### VM
- 2001: 20.-plads
- 2003: 24.-plads
- 2007: 22.- plads[1]

### Panamerikamesterskabet
- 1998: 5.-plads
- 2000: 5.-plads
- 2002:  Bronze
- 2004: 6.-plads
- 2006:  Bronze
- 2008: 5.-plads
- 2010: 6.-plads

## Spillere
Målmænd:
- Lars Kjølby (NûK)

Fløjspillere:
- Andreas Lorentzen (Silkeborg-Voel)
- Milo Rosing (Silkeborg-Voel)
- Lukas Aqqa Lings (SAK)

Andre:
- Michael Aqqalu Ingemann (GOG - Svendborg)
- Nuka B. Heilmann (GSS)
- Eqalunnguaq Kristiansen (GOG – Svendborg)
- Miki A. Heilmann (GSS)
- Rasmus Larsen (Odense HF)
- Inuk Olsen (GSS)
- Akutaaneq Kreutzmann (GOG - Svendborg)

## Trænere
- Rasmus Larsen
- Jakob Larsen

## Kendte spillere
- Angutimmarik Kreutzmann
- Hans Peter Motzfeldt-Kyed